# Brackettville
Brackettville – miasto w Stanach Zjednoczonych, w stanie Teksas, w hrabstwie Kinney. W 2000 roku liczyło 1 876 mieszkańców.